# Kartal Ernő
P. Kartal Ernő (Budapest, 1929. március 11. – Miskolc, 2006. december 13.) magyar minorita szerzetes; az egri szeminárium rektora. Eredeti neve: Kralovánszky Ernő.

## Életpályája
1951. december 30-án pappá szentelték. 1953-ban Jászberényben káplán volt. 1954-ig Kálban volt káplán. Ezután Karcagon és Erdőtelken, végül 1957–1961 között az egri Főplébánián volt káplán. 1961–1973 között Bükkszentkereszten volt plébános. 1973–1975 között Mályiban plébános volt. 1975–1984 között Miskolc-Nagyboldogasszony Plébánián volt plébános. 1984–1990 között az egri Papnevelő Intézet rektoraként tevékenykedett. 1990-től a miskolci Minorita Rendházban élt, ahol 1990–1997 között plébános is volt. 1991-ben minorita örökfogadalmat tett. 1997–2004 között az Árpád-házi Szent Erzsébetről elnevezett magyarországi és az erdélyi minorita rendtartomány tartományfőnöke volt.

## Művei
- Gaudete (1987)
- Mit ér/ír az ember, ha magyar, katolikus és pap? (2007)

## Díjai
- Miskolc díszpolgára (2001)[1]